# Ameri Ichinose
Ameri Ichinose (一ノ瀬アメリ, Ameri Ichinose) est une idole japonaise de la vidéo pornographique. Mince, svelte, elle jouit d'une notoriété auprès du public japonais.

## Biographie et carrière
Ameri Ichinose est née le 16 septembre 1987 à Kanagawa, Japon.
Elle commence sa carrière dans la pornographie en 2006 sous le pseudonyme de Erika Kurisu qu'elle change pour celui de Ayaka Misora après le modelage de sa poitrine. Elle adopte définitivement le nom de Ameri Ichinose en 2008.
La presse britannique telle que le Daily Mirror s'intéresse à elle lorsque des rumeurs la disent maîtresse du footballeur Shinji Kagawa joueur au Manchester United, , ce qui se révèle faux par la suite.
Ichinose a travaillé pour de nombreux studios de films pornographiques comme de photographies de charme dont SOD, A to M, Idea Pocket, Marx, Digital Channel, Namadol, HMJM Glamour, Ryubaku, OL Style, Fetish Box, B-Max et Prestige.

## Filmographie
- Married Lesbians avec Yuri Konishi, Azusa Ito et Risa Murakami